# 長門峡温泉
長門峡温泉（ちょうもんきょうおんせん）は、山口県萩市にある温泉。「湯の瀬温泉」といわれることもある。

## 泉質
単純放射能温泉

## 周辺環境
阿武川ダムの上流、阿武川と県道293号が走る谷地にある。付近には名勝・長門峡がある。

## 歴史
開湯起源は明らかでないが、江戸時代後期の弘化年間には浴場があったという。萩町の海潮寺の僧侶が、温泉のある川上村の翁から、猪や猿が傷病をこの湯によって癒しているとの話を聞き、調べたところ霊泉であったので、草庵を建て薬師如来を安置し隠棲したとの伝承がある。阿武川の筏流しの労働者が疲れを癒すためにこの温泉を利用したともいう。
1930年の『日本温泉案内』には二軒の旅館が記されている。
1956年から1976年まで川上村営温泉だったが、それ以降は民間経営。現在唯一の入浴施設である「湯ノ瀬」は1957年に創業した旅館で、2003年にリニューアルし外来湯や食事が可能となった。

## アクセス
山口・萩より車で40分。